# Révoltes kurdes

Le drapeau du Kurdistan adopté par la ligue Khoybûn en 1927,,,.

On nomme révoltes kurdes (isyan en turc; raperîn, serhildan ou, parfois, șoreș en kurde) des soulèvements menés par des Kurdes contre l'empire ottoman, puis contre la République turque, les gouvernements iraniens ou l’État irakien.
On distingue le plus souvent deux grandes séries de révoltes. On peut compter vingt grandes révoltes des Kurdes contre l'empire ottoman entre 1806 et 1912. On dénombre ensuite vingt-neuf révoltes, plus ou moins importantes contre la République turque, entre 1921 et 1938. Aucune d’entre elles ne parvient à avoir une ampleur nationale, elles restent régionales ou locales. À celle-ci, il faut ajouter, depuis les lendemains de la Première Guerre mondiale, les soulèvements des Kurdes d'Irak et d'Iran.

## Les révoltes duXIXesiècle(1806-1881)

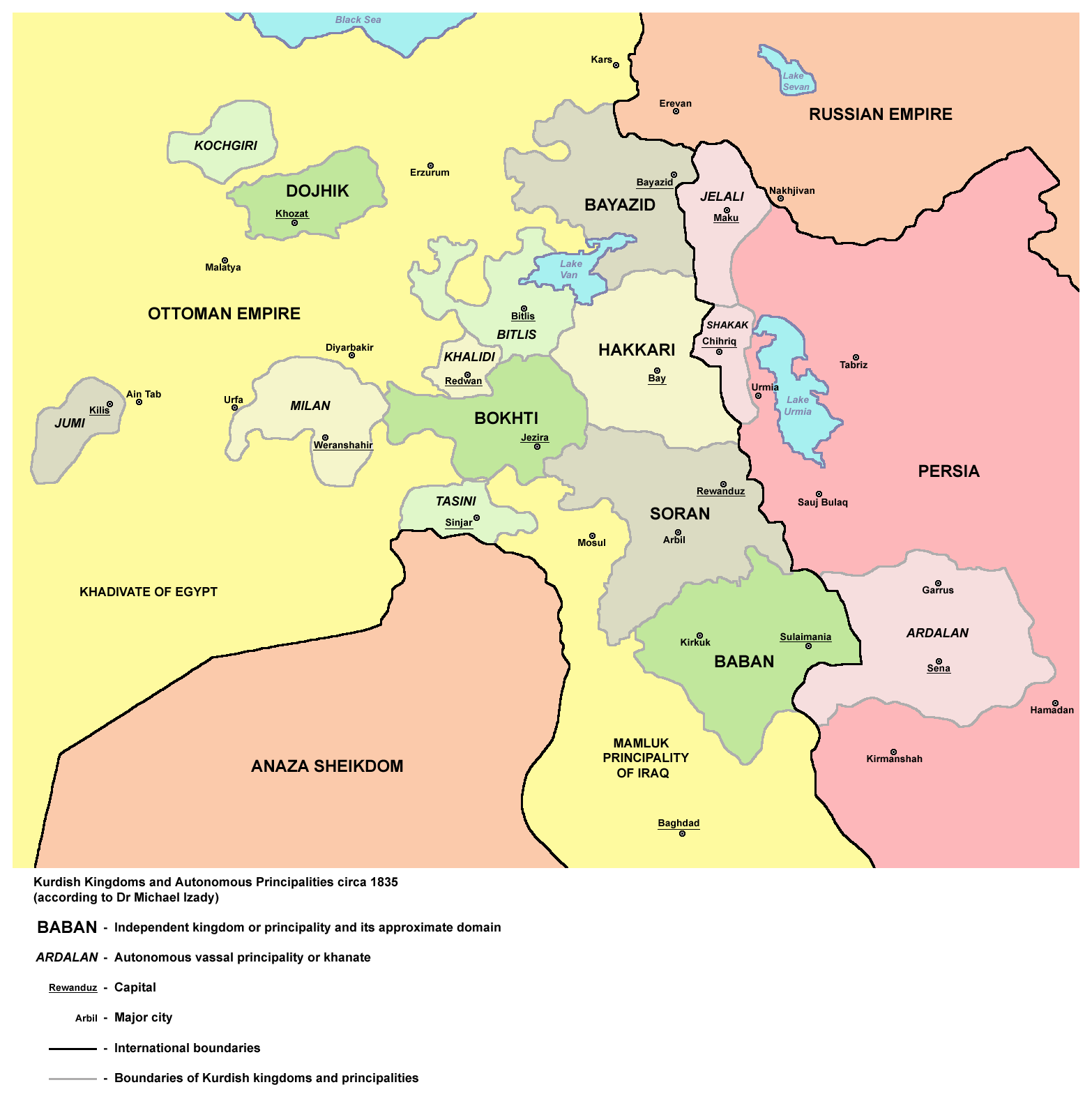
Principautés kurdes vers 1835.

### Contexte
À partir de la fin du XVIIIe siècle et du début du XIXe siècle, inquiètes devant la décadence de l'empire et les menaces extérieures, les autorités ottomanes tentent de centraliser leur système politique et d'accroître leur contrôle des territoires. Cette politique va provoquer le mécontentement des princes kurdes, qui avaient jusque-là joui d'une certaine autonomie. Celui-ci va prendre la forme d'une série de révoltes contre l'autorité ottomane. 1806, date de la première révolte kurde du XIXe siècle, menée par les Babans, est généralement admise comme le début des soulèvements kurdes. Douze révoltes éclatent au cours du siècle, qui prouvent la continuité de la résistance kurde à la Sublime Porte. Toutefois, un mouvement kurde doté d’un programme autonomiste n’apparaît que dans les années 1880 avec l’insurrection de Cheikh Ubeydullah Nehri dans l’actuelle région de Hakkari.

### Caractéristiques
Ces insurrections conservent un caractère traditionnel : elles sont menées par des chefs traditionnels, et luttent contre le Sultan lorsqu'il empiète sur des droits considérés comme acquis. Hormis quelques rébellions paysannes, elles partent toutes des grandes principautés kurdes, comme Baban, Botan, Behdînan, Soran ou Hakkari, qui fonctionnent jusqu'au début du XIXe siècle comme des quasi États.
Ces révoltes n'ont pas encore de véritable vision politique moderne. Pourtant, elles vont poser, dans les mentalités, les premières bases du nationalisme kurde.

### Les grandes révoltes

#### La révolte des Baban (1806)

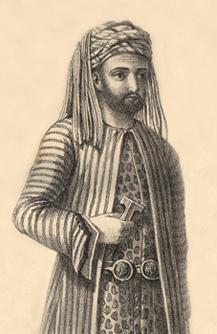
Mehmûd Pacha, commandant de l'armée des Baban qui trahit Abdulrahman Pacha en 1808.

La première révolte kurde importante du XIXe siècle éclate en 1806 sous la direction d'Abdulrahman, prince de la puissante famille des Baban qui gouverne la province de Souleimaniye, ville qu'ils ont bâtie eux-mêmes, depuis le XVIe siècle. Le prince régnant est même l'un des rares seigneurs kurdes auxquels les Ottomans accordent le titre de pacha,.
À la mort d'Ibrahim Pasha, prince régnant de Baban, les autorités ottomanes, qui sont inquiètes de la puissance des Baban à l'intérieur de l'empire, tentent d'imposer Xalit Pasha, issu d'une autre tribu, pour succéder à la tête de la principauté. Abdulrahman Pasha, qui est le neveu d'Ibrahim, s'estime lésé. Il poignarde le gouverneur turc et chasse Xalit Pasha. L'armée ottomane intervient pour imposer Xalit Pasha. Les affrontements durent trois ans. Mais, malgré le soutien d'autres tribus, Abdulrahman Pasha est vaincu en 1808 et s'enfuit en Perse,.

#### Mîr Mohammed de Rewandûz
Après l'échec des Baban, c'est le prince des Soran, Mîr Mohammed, surnommé Mîrê Kor (le prince aveugle), régnant sur un large territoire étendu entre le Grand Zab et la frontière iranienne, qui tente de créer un Kurdistan indépendant. Le fait que l'armée ottomane a été affaiblie par la guerre avec la Russie et qu'elle est encore en difficulté en Égypte, lui apparaît comme une opportunité à ne pas laisser passer. Il met sur pied une armée régulière et installe des arsenaux et des manufactures d'armement dans sa capitale, Rewandûz.
Fin mai 1833, à la tête de son armée de 10 000 cavaliers et de 20 000 fantassins, Mîr Mohammed occupe tout le Kurdistan méridional et atteint les frontières de la principauté du Botan, gouvernée par Bedirxan Beg. Mîr Mohammed propose alors au prince du Botan de conclure une alliance contre le sultan, mais Bedirxan, craignant de devenir à terme son vassal, refuse, lui accordant un soutien symbolique.
Les autorités ottomanes réagissent alors et envoient toutes les troupes disponibles depuis Sivas, Mossoul et même Bagdad pour écraser la révolte. Les combats durent sans interruption tout l'été 1834, mais Mîr Mohammed en sort vainqueur. Les Ottomans en fuite, il se précipite au Kurdistan d'Iran, où il se rallie toutes les tribus, et défait l'armée perse à plusieurs reprises.
En été 1836, ayant eu vent d'une prochaine intervention ottomane, il retourne à Rewandûz, tout en essayant de négocier un accord avec l'Iran, qui n'aboutira pas. L'armée ottomane se lance à l'assaut de Rewandûz, mais l'armée de Mîr Mohammed, bien préparée, met encore une fois les Turcs en déroute.
Le commandement ottoman change alors de stratégie. Tirant profit des sentiments religieux des Kurdes, il se rallie les melleh et les imams kurdes, et fait passer des messages de « réconciliation entre musulmans ». Un certain Melleh Khatî lance même une fatwa, qui assimile la révolte contre le sultan à une rébellion contre Dieu. Mîr Mohammed, bien conscient de la manœuvre, refuse de négocier avec les Ottomans, mais n'ose pas s'attaquer aux religieux. Il finit par être abandonné par les siens et se rend. Il doit se rendre chez le sultan, Mahmud II, à Istanbul où il doit rester six mois. Pendant ce temps, l'armée ottomane se livre au pillage de la principauté et d'autres régions du Kurdistan. En 1837, le prince est autorisé à rentrer à Rewandûz mais, en chemin, il est assassiné.
Son frère Resûl sera nommé gouverneur de Rewandûz par le sultan, jusqu'en 1847, où il est remplacé par un préfet ottoman.

#### L'ébauche d'un premier État kurde moderne : la révolte de Bedirxan Beg (1830-1847)

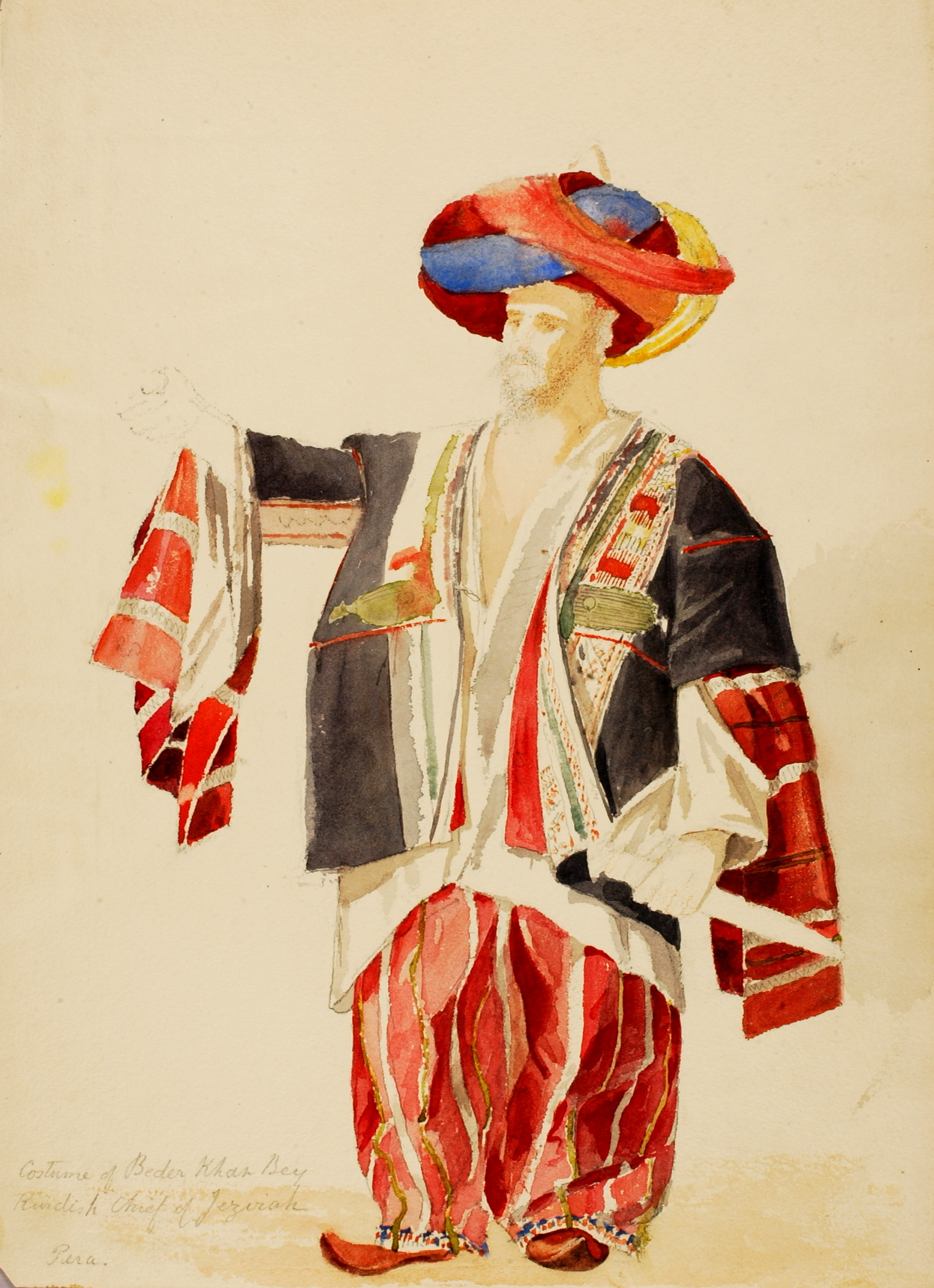
Bedirxan Beg, par le peintre américain Miner Kilbourne Kellogg.

#### La révolte de Yezdîn Șêr (1853-1855)
L'une des causes de la défaite de Bedirxan Beg a été la trahison de son neveu Yezdîn Șêr, commandant de tout le flanc ouest des forces du soulèvement. Les autorités ottomanes l'avaient rencontré secrètement et lui avaient promis un poste de « gouverneur du Kurdistan ». Après avoir vaincu Bedirxan, elles le nomment effectivement gouverneur de Hakkari. Mais ces autorités ottomanes considèrent désormais que la puissance des princes kurdes constitue une menace permanente et qu'elle doit être peu à peu éliminée. En 1849, le prince de Bitlis, Shériff Pasha est déporté à Istanbul et remplacé par un préfet turc. En 1850, Yezdîn Șêr est démis de ses fonctions.
En 1853, l'empire ottoman entre une nouvelle fois en guerre contre la Russie. Yezdîn Șêr estime que le moment est venu d'organiser un nouveau soulèvement, d'autant plus que la guerre contre la Russie est impopulaire au Kurdistan. En 1855, il donne le signal de la révolte en s'emparant de la ville de Bitlis avec 2 000 guerriers. Il en chasse le préfet turc. Continuant sur sa lancée, il prend Muş, puis descend jusqu'à Mossoul qu'il prend sans difficultés. De nombreuses tribus, dont toutes les tribus assyro-chaldéennes de la région, se rallient à lui, et son armée atteint l’effectif de 30 000 combattants. Il remonte alors au Kurdistan nord et prend la ville de Siirt, défendue pourtant par toutes les forces conjointes des préfets de Siirt et de Bagdad. En quelques mois, Yezdîn Șêr parvient à étendre son influence sur une immense part du Kurdistan, de Mossoul à Wan et à Diyarbakir. L'afflux des volontaires fait passer les effectifs de son armée à 100 000 hommes à la fin de l'été 1855,.
L'Angleterre et la France sont alors alliées à l’empire ottoman dans la guerre de Crimée. Ces deux puissances voient d'un mauvais œil l'émergence d'un État kurde, qui affaiblirait leur allié et pourrait un jour basculer dans le camp russe. Au début de l'hiver 1855, un émissaire anglais, Nimrod Rassam, part de Mossoul et se met à rencontrer un par un les chefs de tribus kurdes, et s'efforce de les persuader de déposer les armes, moyennant des sommes d'or et d'argent. Il se rend aussi au quartier général de Yezdîn Șêr. Il lui propose une solution pacifique au conflit, qui serait arbitrée par l’Angleterre. Le prince kurde, qui avait demandé en vain le soutien de la Russie, se laisse convaincre. En effet, les exemples de la Grèce, devenue indépendante en 1830 et de l'Égypte, en état de semi-indépendance, grâce au soutien des puissances occidentales, l'encouragent à croire à cette solution. Il part donc pour Istanbul, en compagnie de Nimrod Rassam, pour entamer les négociations avec le sultan sous l'égide de l’Angleterre. Mais dès son arrivée, il est emprisonné. Son armée, divisée, se disloque,.

## Du refus du kémalisme au nationalisme kurde

### Contexte
Malgré le rôle déterminant que les Kurdes ont joué au cours de la guerre d'indépendance turque de 1919-1922, la résurgence nationale turque sous Kemal Atatürk se fait au détriment des aspirations kurdes.

#### La promesse d'une certaine autonomie
En 1922, une enquête est initiée par Nihad Pasha, le commandant du front EL-Cezire, par Adliye Encümeni (le Conseil de Justice) de la Grande assemblée nationale de Turquie à propos d’allégations de fraudes. Au cours d’une convention confidentielle sur ce sujet le 22 juillet, une lettre d’introduction émanant du Cabinet des Ministres et signée par Mustafa Kemal est lue. Le texte nomme la région « Kurdistan » à trois reprises et donnait à Nihad Pasha complète autorité pour aider les administrations locales kurdes (idare-i mahallîyeye dair teskilâtlar) selon le principe de l’autodétermination (Milletlerin kendi mukadderatlarini bizzat idare etme hakki), afin d’établir graduellement un gouvernement local dans les régions habitées par des Kurdes (Kürtlerle meskûn menatik).

#### Du souhait de «l'État des Turcs et des Kurdes» à la République turque kémaliste
En réalité, le nouveau pouvoir kémaliste est obsédé par le syndrome du démembrement de la Turquie. Ainsi, dès ses débuts, la répression de la résistance kurde sera perçue comme le condition sine qua non pour en finir avec ce qu'il considère comme une malédiction. Au-delà de la suppression des révoltes, les kémalistes comptent surtout sur leur politique d’assimilation des Kurdes et de turcification du Kurdistan. Dans leurs rapports, les hauts fonctionnaires divisent alors la Turquie en deux zones : le Nord et le Sud de l'Euphrate. La priorité est donnée au nord, qu'il convient de préserver de tout contact avec la « kurdicité ». La seconde zone, reconnue de manière implicite comme kurde, est vouée à être « dékurdifiée » par la déportation des populations kurdes et par l'installation de colonies turques. Cette politique aboutit à la Loi sur l'installation (21 juin 1934), visant à « augmenter le nombre d'habitants de culture turque » dans les zones kurdes. Pour les idéologues kémalistes, la paysannerie qu'on disait kurde était en fait d'origine turque. Elle était, selon eux, « opprimée par les féodaux kurdes », et avait oublié sa langue. Il fallait donc la regagner au « corps national turc ». Quant à la kurdicité, elle était définie comme une ethno-classe oppressive et barbare.
Le 3 mars 1924, le jour même de l'abolition du califat, un décret interdit toutes les écoles, associations et publications kurdes, au même titre que les confréries religieuses et les médresses. La rupture entre le kémalisme et les Kurdes est alors consommée.

### Une nouvelle série de révoltes
Les principautés ont disparu. Toutefois, les révoltes des années 1920-1930 ne diffèrent pas fondamentalement de celles du XIXe siècle. Leur commandement reste traditionnel, même si les princes ont disparu : elles sont dirigées par des chefs de tribus ou des chefs religieux, à l'exception de la révolte de l'Ararat, organisée par la ligue Khoybûn. Pour ces raisons mêmes, elles souffrent de leurs antagonismes tribaux, locaux, religieux, qui auront raison d'elles.
Il faut encore signaler que, durant cette série de révoltes, les Kurdes alévis ne participent pas aux soulèvements des sunnites et les Kurdes sunnites pas à ceux des alévis, ce qui profite évidemment à leurs ennemis.

#### Les Kurdes relèvent la tête : la révolte de Koçgiri (1921)

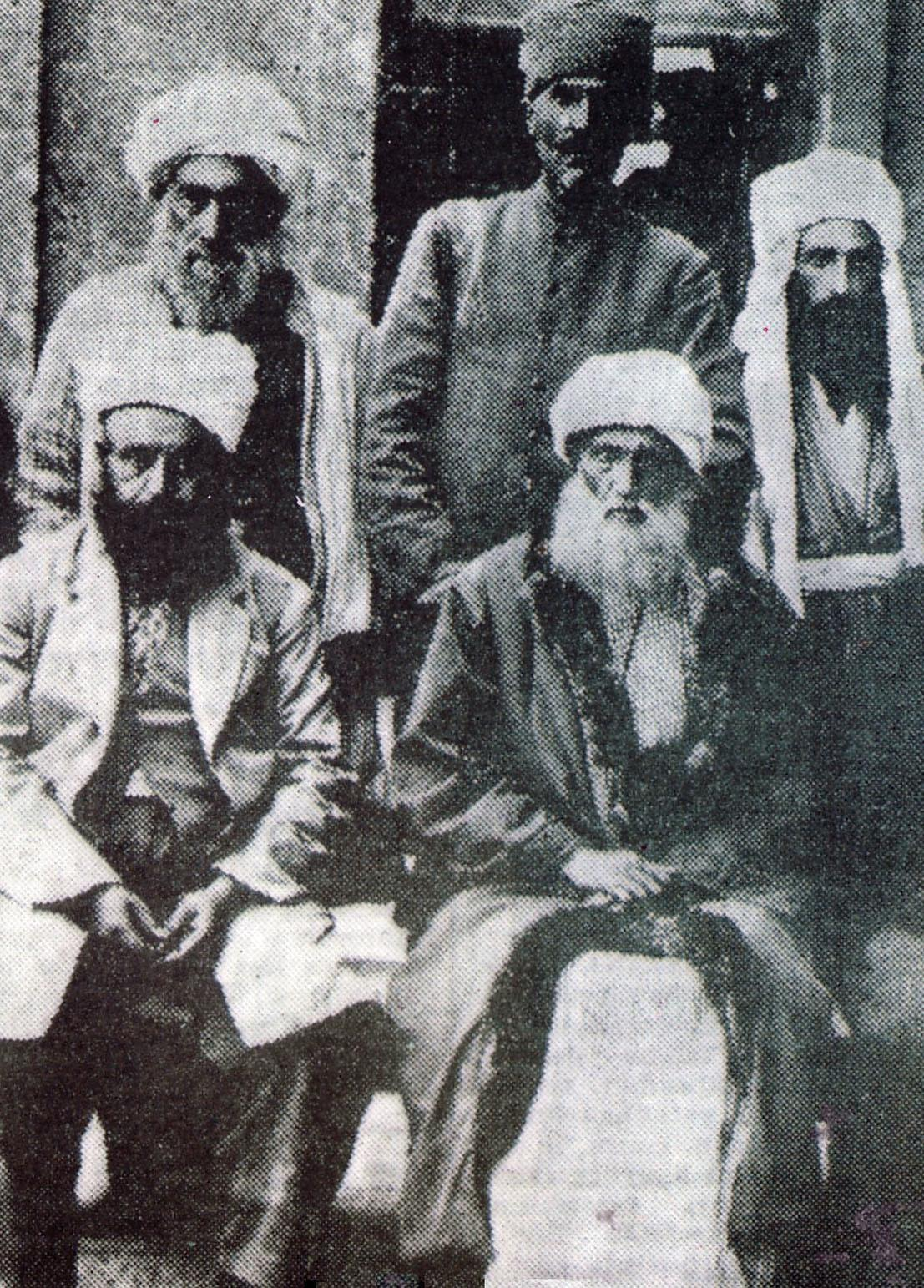
En haut, de gauche à droite : le Cheikh Shérif, le major Qasim Beg, le Cheikh Celaledinê Çan ; en bas, de gauche à droite : le Cheikh Ebdilahê Malekan, le Cheikh Saïd (1925).

#### La tentative d'une révolte unitaire: laRépublique de l'Ararat(1927-1930)

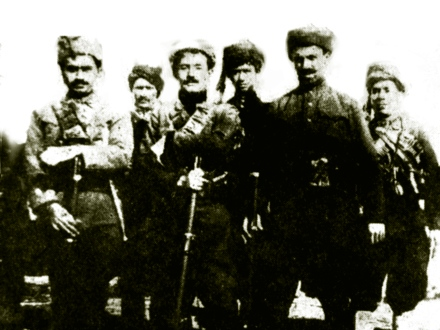
Trois des hauts commandants militaires de la République de l'Ararat : Halis Beg, Ihsan Nouri Pacha, Ferzende Beg Hassanî.

Cette révolte est la seule à ne pas être dirigée par un prince, un seigneur ou un chef tribal ou religieux, mais par une véritable organisation politique de type moderne : la ligue Khoybûn (« Être soi-même »). Celle-ci est fondée en 1927, au Liban, par des intellectuels nationalistes kurdes, comme Celadet Bedirxan (1893-1951), Sureya Bedirxan (1883-1938) et Osman Sabri (1905-1993). La ligue se donne pour but, en tirant les leçons de l'échec des révoltes kurdes comme celle du Cheikh Saïd de Pîran (1925), d'organiser un soulèvement kurde unitaire, qui se donne pour objectif de fédérer toutes les tribus et tous les groupes sociaux de la nation kurde. Cette nouvelle organisation kurde est novatrice dans sa forme et dans ses idées. Elle matérialise véritablement une unification entre d’une part, une intelligentsia occidentalisée et d’autre part, les représentants du monde traditionnel kurde. En effet, des intellectuels, ex-officiers ottomans, aghas, cheikhs et chefs de tribus se côtoient au sein du Khoybûn et élaborent une nouvelle syntaxe nationaliste commune afin de lutter contre la Turquie kémaliste. Le Khoybûn se dote d’un programme pan-kurdiste et parvient à créer des branches en Irak et notamment à Sulaimaniya.
De plus, la révolte s'efforce d'emblée de se donner l'apparence de structures étatiques modernes. Elle se dote d'un « gouvernement provisoire », d'une constitution, d'un drapeau, d'un hymne national, d'une presse. L'organisation de son état-major et de ses forces armées est calquée sur celle des armées occidentales. Toutefois, à quelques exceptions près, la répartition des postes de ministres et d'officiers correspond en réalité aux structures hiérarchiques tribales.

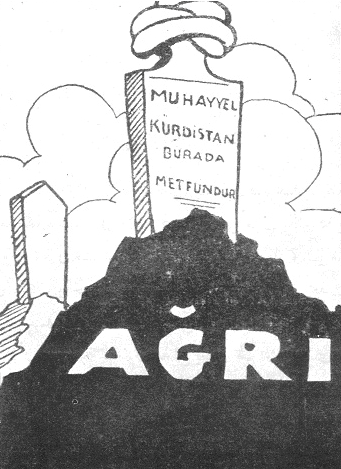
Illustration parue sur le journal turc Milliyet après la défaite de la révolte ; sur la stèle : Ci-gît le rêve du Kurdistan.

#### Le soulèvement des alévis: la révolte de Dêrsim (1936-1938)

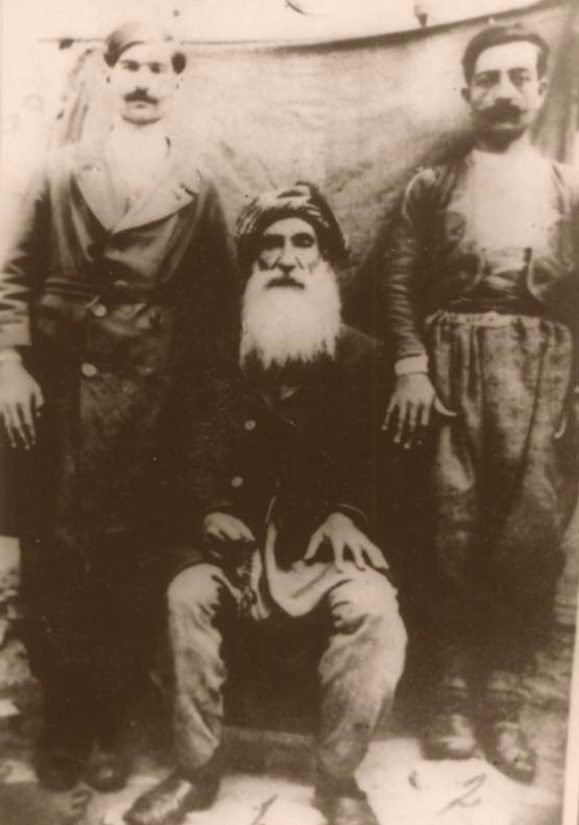
Seyid Reza, chef de la révolte de Dêrsim, et ses fils (1937).

Cette révolte est elle aussi particulière. Les habitants de cette région formée de hautes montagnes, ont profité d'une certaine autonomie. En majorité de confession alévite, ils se sont tenus à l'écart des bouleversements politiques et des expéditions militaires. Ils n'ont jamais fait partie des bataillons des Hamidiye. Ils n'ont pas non plus participé aux guerres russo-turques, à la Première Guerre mondiale , ou à la guerre d'indépendance turque, bien qu'ils aient été représentés par cinq députés à l'Assemblée. Profondément attachés à leur autonomie, mais aussi à leur identité alevie, ils n'ont pas participé, ni même soutenu les autres révoltes kurdes. En effet, ils sont restés méfiants envers les mouvements formés majoritairement de Kurdes sunnites.

## Le Kurdistan d'Iran

### La révolte de Ismaïl Simko
Ismaïl Simko (1887-1930) est un agha et le chef de la puissante tribu des Chikak, basée dans la région d'Ourmia, au Kurdistan iranien.
Au cours de la Première Guerre mondiale, il combat les troupes russes qui tentent d'occuper Ourmia, mais il doit se replier en mai 1915. À l'automne 1915, les tribus assyriennes indépendantes du Hakkarî, conduites par leur chef spirituel, le Mar Chimoun, trouvent refuge dans les plaines de Salmas et d'Ourmia. La présence soudaine de six millechrétiens armés est perçue comme une menace par les Turcs et les chefs tribaux kurdes musulmans, qui les soupçonnent d'être à la solde des Russes. En mars 1918, Simko invite le Mar Chimoun à une conférence dans un village de la région de Salmas, sous prétexte d'élaborer une alliance kurdo-assyrienne. À la fin du dîner, le patriarche et son escorte sont massacrés. Il est probable que Simko ait exécuté cet assassinat à l'instigation des Turcs. Quoi qu'il en soit, les Kurdes commandés par Simko, cette fois ouvertement appuyés par des troupes turques, attaquent et poursuivent les Assyriens dans la région. Cet épisode est considéré comme la fin de la nation assyrienne. Le consul américain de Tabriz devra se résoudre à négocier avec Simko l'évacuation des missionnaires américains d'Ourmia. De son côté, le gouvernement de Téhéran reconnait de facto l'autorité de Simko sur la région en le nommant gouverneur de la zone Est d'Ourmia,.
En 1919, il établit un gouvernement autonome kurde dans le sud ouest du lac d'Ourmia. Il se met en rapport avec le cheikh Mahmoud Berzendji, qui mène alors une révolte au Kurdistan irakien, et prend contact avec Seyid Taha Nehri, un militant nationaliste du Kurdistan turc, pour tenter de fédérer les différentes parties du Kurdistan. En mars 1919, il est pour la première fois battu par les forces iraniennes, et doit fuir. Il reconstitue son armée et revient dans la région d'Ourmia, d'où il chasse à nouveau les autorités iraniennes. En 1921, il atteint son apogée. Il ouvre des écoles en langue kurde à Ourmia et à Khoy, et fait publier un journal en kurde, Roja Kurd. En juillet 1922, le gouvernement iranien envoie une immense armée pour déloger Simko. Au cours des combats, il perd 9 000 de ses 10 000 combattants, et finit par se réfugier en Turquie. Il passe ensuite au Kurdistan irakien fin octobre 1922, où il est accueilli en héros par le cheikh Mehmoud Berzendji. En 1924, il rentre en Iran, se rend sous condition et est même reçu par le Shah en 1925. Mais, un an plus tard, il prend la tête d'une troupe formées des tribus Chikak et Herki et envahit la plaine de Salmas. À la suite de dissensions et de défections dans son propre camp, il ne peut résister à l'armée perse, et se réfugie en Turquie, où il est arrêté. Entre 1926 et 1928, il séjourne alternativement au Kurdistan de Turquie et en Irak. Constatant qu'il tente de reprendre influence sur sa tribu, les autorités iraniennes l'invitent à une entrevue dans la ville d'Oushnavieh. À son arrivée, le 30 juin 1930, il tombe dans une embuscade où il trouve la mort.

## Le Kurdistan irakien

### Mustafa Barzani (1931-1932, 1961-1963 et 1974-1979)
Depuis 1931, le nationalisme kurde en Irak sera fortement marqué par Mustafa Barzani. D'abord en révolte contre l'armée irakienne appuyée par l'aviation anglaise en 1931-1932, il deviendra plus tard ministre de la défense de la République de Mahabad (1946). Après un long exil, il sera le dirigeant des grandes révoltes kurdes contre le pouvoir irakien en 1961-1963 et en 1974-1975. 